# جيرارد ويندسور
جيرارد ويندسور (بالإنجليزية: Gerard Windsor) (29 ديسمبر 1944)؛ روائي أسترالي.